# Johnny Dyani
Johnny Mbizo Dyani (30. november 1945 i East London, Sydafrika – 11. juli 1986 i Berlin, Tyskland) var en sydafrikansk bassist og pianist. 
Dyani har spillet med Don Cherry, Louis Moholo, Steve Lacy, David Murray, Han Bennink, Dollar Brand, Joseph Jarman, Pierre Dørge, Clifford Jarvis, Famoudou Don Moye etc. 
Han har i 1970'erne boet i Danmark og Sverige, og indspillet plader i eget navn på bl.a. Steeplechase pladeselskab. 